# فالتروب
والتروب (بالألمانية: Waltrop) هي بلدة ألمانية تقع في ركلنهاوزن في ألمانيا. يقدر عدد سكانها بـ 29,828 نسمة .

## المدن التوأمة
مدن هيرن باي، غراده لغن، Cesson-Sévigné، San Miguelito, Río San Juan و Görele هي مدن توأمة لـوالتروب.

## أعلام
- ماثياس هيوز
- كريستوف كورتي
- ألكسندر باوميوهان